# لمزارة
لمزارة منطقة فلاحية وزراعية، تابعة اقليمياً وإداريا لبلدية قجال الكائنة بدائرة قيجل الواقعة بولاية سطيف الجزائرية.